# Luis d'Antin
Luis d'Antin (Madrid, 2 de enero de 1963) es un expiloto de motociclismo del Campeonato del Mundo de Motociclismo y dirigente deportivo español.

## Biografía
Inició su carrera en el mundo del motociclismo en motocross en 1979, en 1986 pasó a correr en la modalidad de velocidad. En el campeonato nacional conquistó el título de la categoría Supersport en 1991 y 1992 y tres consecutivos en 250 cc del 1992 al 1994; y otro entorchado en el campeonato europeo en la categoría de Supersport en 1991.
En cuanto a las competiciones del motociclismo, debutó en 125 en 1989 en el Gran Premio de España a bordo de una Honda. Luego volvió a competir en 1992, en 250cc. En sus primeras apariciones, sin embargo, no pudo lograr resultados que le permitieran estar presente en el ranking mundial.
Su primer punto lo obtuvo en 1993 y su mejor temporada fue en 1996 en la que obtuvo su mejor clasificación en una carrera: segundo en el GP de Austria y un sexto puesto en la clasificación general.
Después de correr durante varias temporadas con Honda, en 1997 pasó a militar en el equipo de Yamaha Racing (Yamaha). Al final de la temporada 1998 decidió retirarse de las competición.

## Resultados en el Campeonato del Mundo
Sistema de puntuación desde 1988 hasta 1991:
| Posición | 1.º | 2.º | 3.º | 4.º | 5.º | 6.º | 7.º | 8.º | 9.º | 10.º | 11.º | 12.º | 13.º | 14.º | 15.º |
| Puntos   | 20  | 17  | 15  | 13  | 11  | 10  | 9   | 8   | 7   | 6    | 5    | 4    | 3    | 2    | 1    |

Sistema de puntuación en 1992:
| Posición | 1.º | 2.º | 3.º | 4.º | 5.º | 6.º | 7.º | 8.º | 9.º | 10.º |
| Puntos   | 20  | 15  | 12  | 10  | 8   | 6   | 4   | 3   | 2   | 1    |

Sistema de puntuación de 1993 hasta 2022:
| Posición | 1.º | 2.º | 3.º | 4.º | 5.º | 6.º | 7.º | 8.º | 9.º | 10.º | 11.º | 12.º | 13.º | 14.º | 15.º |
| Puntos   | 25  | 20  | 16  | 13  | 11  | 10  | 9   | 8   | 7   | 6    | 5    | 4    | 3    | 2    | 1    |

### Carreras por año
| Año  | Cat.  | Moto   | 1       | 2       | 3       | 4      | 5      | 6      | 7      | 8       | 9       | 10      | 11      | 12      | 13      | 14      | 15     | Ptos. | Pos. |
| ---- | ----- | ------ | ------- | ------- | ------- | ------ | ------ | ------ | ------ | ------- | ------- | ------- | ------- | ------- | ------- | ------- | ------ | ----- | ---- |
| 1989 | 125cc | Honda  | JAP -   | AUS -   | ESP 21  | NAC -  | ALE -  | AUT -  | YUG -  | NED -   | BEL -   | FRA -   | GBR -   | SUE -   | CHE -   | BRA -   |        | 0     | -    |
| 1992 | 250cc | Honda  | JAP Ret | AUS Ret | MAL 20  | SPA 20 | ITA 23 | EUR 15 | ALE 20 | NED 15  | HUN 25  | FRA 15  | GBR Ret | BRA Ret | RSA Ret |         |        | 0     | -    |
| 1993 | 250cc | Honda  | AUS Ret | MAL 10  | JAP 13  | ESP 11 | AUT 12 | ALE 10 | NED 11 | EUR 7   | RSM -   | GBR Ret | CZE Ret | ITA Ret | USA 11  | FIM -   |        | 43    | 15.º |
| 1994 | 250cc | Honda  | AUS 8   | MAL 8   | JAP 10  | ESP 6  | AUT 7  | ALE 9  | NED 7  | ITA 6   | FRA Ret | GBR 9   | CZE 7   | USA 6   | ARG 9   | EUR -   |        | 100   | 9.º  |
| 1995 | 250cc | Honda  | AUS Ret | MAL 8   | JAP Ret | ESP 3  | ALE 9  | ITA -  | NED 9  | FRA 7   | GBR 11  | CZE 4   | RIO 10  | ARG 12  | EUR 4   |         |        | 88    | 7.º  |
| 1996 | 250cc | Honda  | MAL 3   | IDN 4   | JAP 9   | ESP 6  | ITA 9  | FRA 10 | NED 6  | ALE 5   | GBR Ret | AUT 2   | CZE 8   | IMO 6   | CAT 13  | RIO 7   | AUS 8  | 138   | 6.º  |
| 1997 | 250cc | Yamaha | MAL Ret | JAP 17  | ESP 11  | ITA 11 | AUT 11 | FRA 8  | NED 10 | IMO Ret | ALE 17  | RIO Ret | GBR Ret | CZE -   | CAT 13  | IDN Ret | AUS 16 | 32    | 16.º |
| 1998 | 250cc | Yamaha | JAP -   | MAL Ret | ESP 9   | ITA 9  | FRA 8  | MAD 6  | NED 4  | GBR 9   | ALE 12  | CZE 12  | IMO 11  | CAT 16  | AUS 7   | ARG Ret |        | 74    | 10.º |

| Color     | Resultado                                                               |
| --------- | ----------------------------------------------------------------------- |
| Oro       | Ganador                                                                 |
| Plata     | 2.ª plaza                                                               |
| Bronce    | 3.ª plaza                                                               |
| Verde     | Finalizó en los puntos                                                  |
| Azul      | Finalizó sin puntos                                                     |
| Azul      | NC - No clasificado                                                     |
| Violeta   | Ret - No terminó (Carrera)                                              |
| Rojo      | DNQ - No se clasificó                                                   |
| Negro     | DSQ - Descalificado                                                     |
| Blanco    | DNS - No empezó (carrera)                                               |
| Blanco    | WD - Retirado (fin de semana)                                           |
| Blanco    | C - Carrera cancelada                                                   |
| Sin color | DNP - Inscrito pero no participó                                        |
| Sin color | INJ - Lesionado                                                         |
| Sin color | EX - Excluido                                                           |
| Estado    | Resultado                                                               |
| Negrita   | Pole position                                                           |
| Cursiva   | Vuelta rápida                                                           |
| †         | Abandona, pero clasifica al completar el porcentaje requerido para ello |